# Crossodactylus trachystomus
Crossodactylus trachystomus is een kikker uit de familie Hylodidae. De wetenschappelijke naam van de soort werd in 1862 als Tarsopterus trachystomus gepubliceerd door Johannes Theodor Reinhardt en Christian Frederik Lütken.
De soort komt voor in Brazilië in de Serra do Espinhaço in de staat Minas Gerais.
Crossodactylus · 
Hylodes · 
Megaelosia